# Ruta CH-255
La Ruta CH-255 es una carretera chilena que abarca la Región de Magallanes y Antártica Chilena en el sur de Chile. La ruta se inicia en el Paso Fronterizo Integración Austral en Monte Aymond y finaliza en Gobernardor Phillipi. En Argentina, la ruta comienza como Ruta Nacional 3.

## Áreas geográficas y urbanas
- kilómetro 0 Paso Fronterizo Integración Austral.
- kilómetro 142 Gobernardor Phillipi y acceso a la comuna de Punta Arenas.

## Aduanas
- Complejo Fronterizo Integración Austral Emplazado entre extensas pampas.
- Documentos Aduanas Chile, Servicio Agrícola Ganadero, Policía de Investigaciones y Carabineros en Monte Aymond.
- Horario De 8 a 22 horas en verano, (Consultar horario de invierno en Gobierno Regional de Magallanes, Punta Arenas).

## Sectores de la ruta
- Gobernador Phillipi—Paso Fronterizo Integración Austral Carretera pavimentada.

- Datos: Q6113932